# (21127) 1993 BF4
1993 بي أف 4 (ويعرف أيضًا باسم (21127) 1993 بي أف 4 وفق تسمية الكوكب الصغير) (بالإنجليزية: 1993 BF4)‏ هو كويكب ضمن حزام الكويكبات؛ وترتيبه 21127 من حيث الاكتشاف.
اكتُشف هذا الجُرم الفلكي بواسطة إيريك والتر إلست في 27 يناير 1993.

## وصلات خارجية
- (21127) 1993 BF4 في قاعدة بيانات مختبر الدفع النفاث لأجرام النظام الشمسي الصغيرة

- الاكتشاف · مخطط المدار ·  العناصر المدارية · المعلمات المادية

- (21127) 1993 BF4 على موقع ويكي سكاي: DSS2, SDSS, GALEX, IRAS, Hydrogen α, X-Ray, Astrophoto, Sky Map, Articles and images